# Nespresso

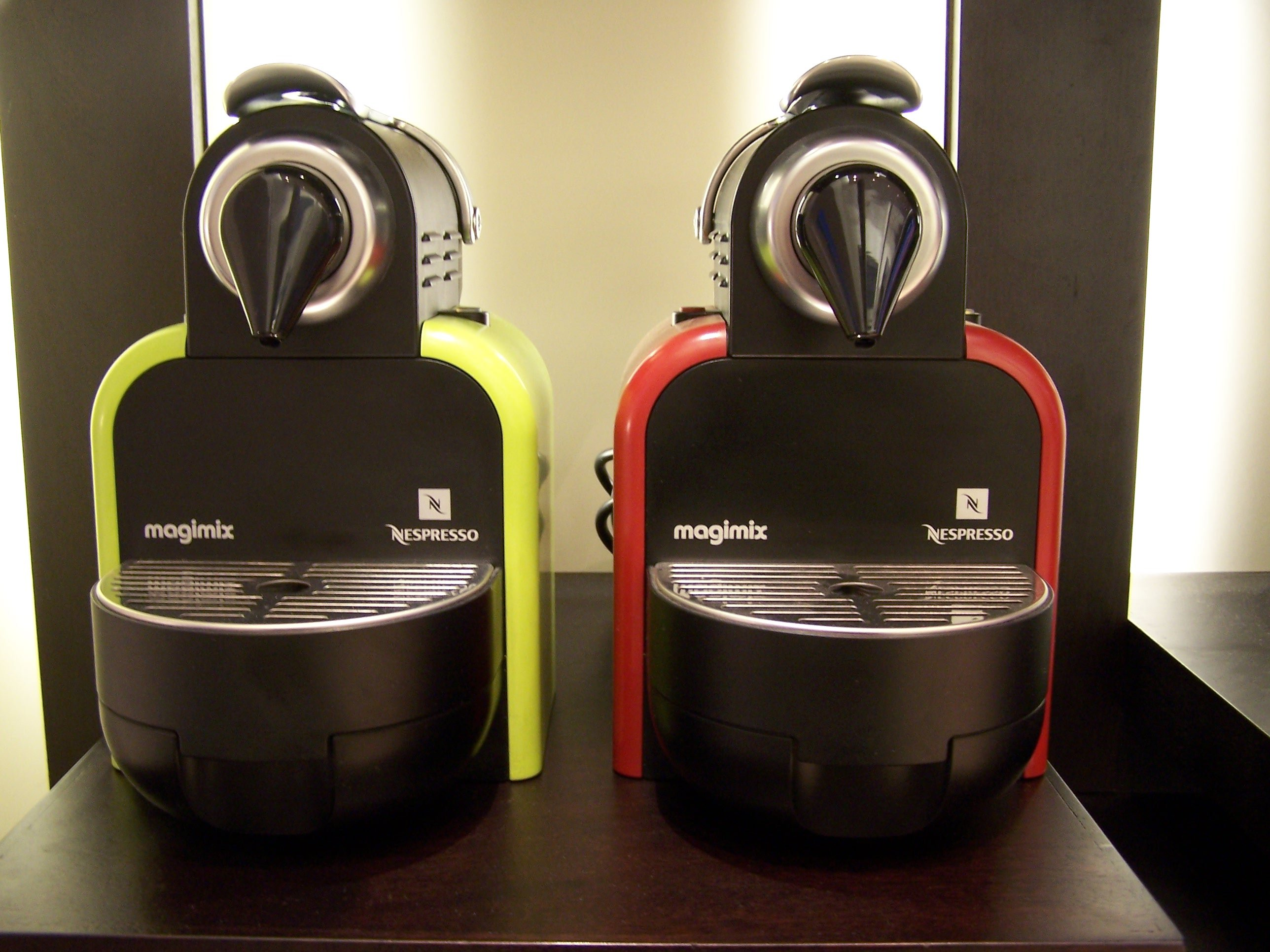
Duas máquinas Nespresso Magimix M100

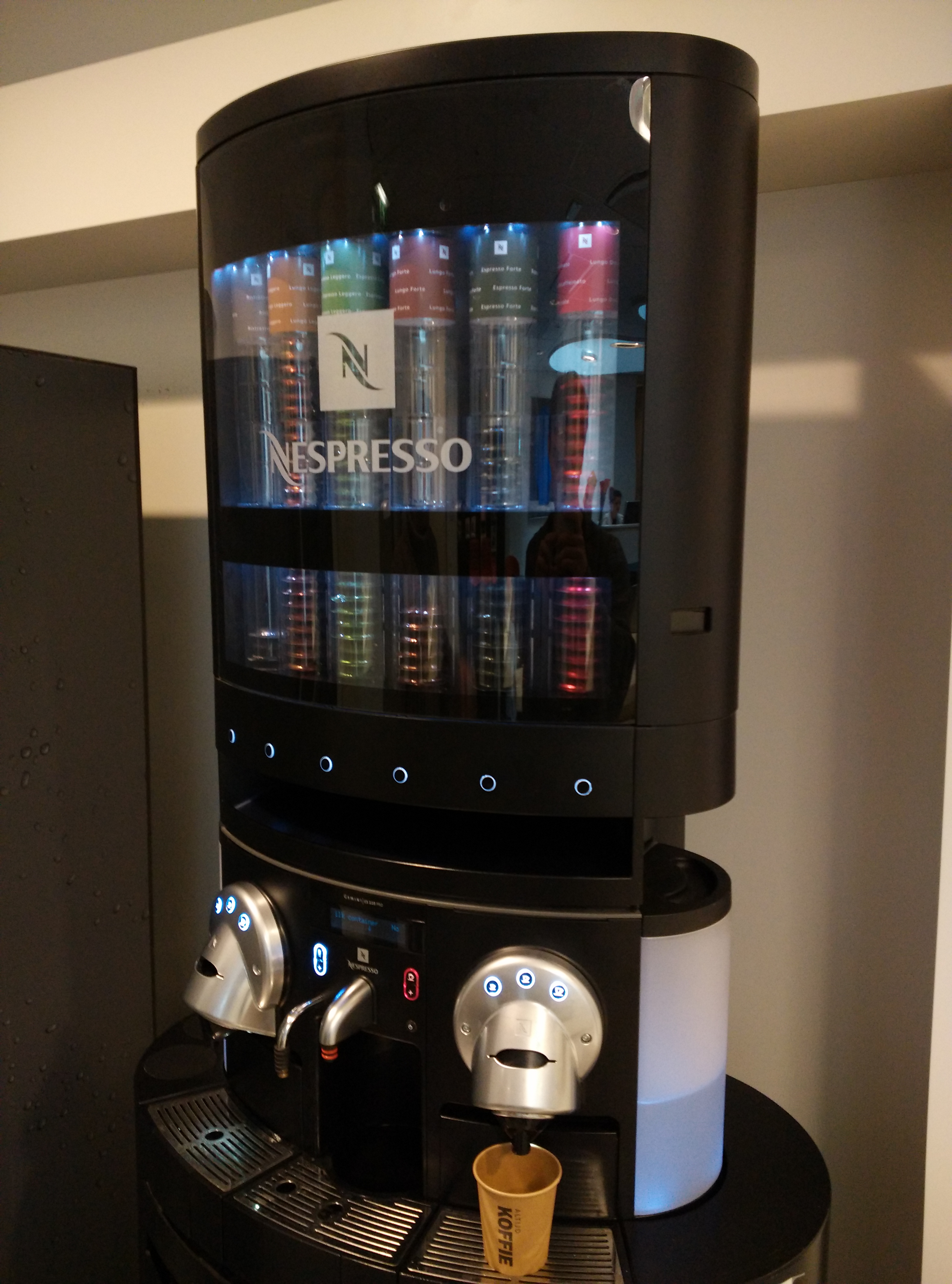
Uma máquina de café Nespresso, contendo pods de café Nespresso para uso profissional, incompatível com cápsulas comuns

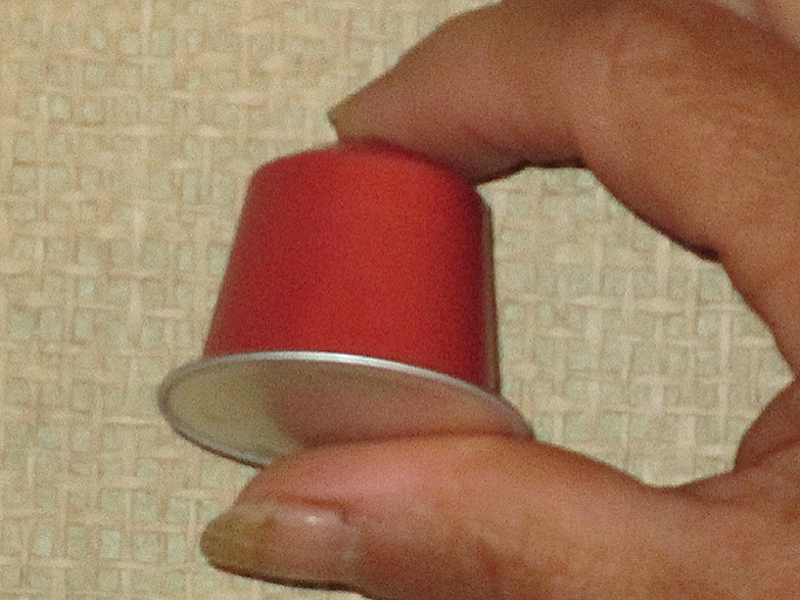
Uma cápsula Nespresso, mostrando o seu tamanho

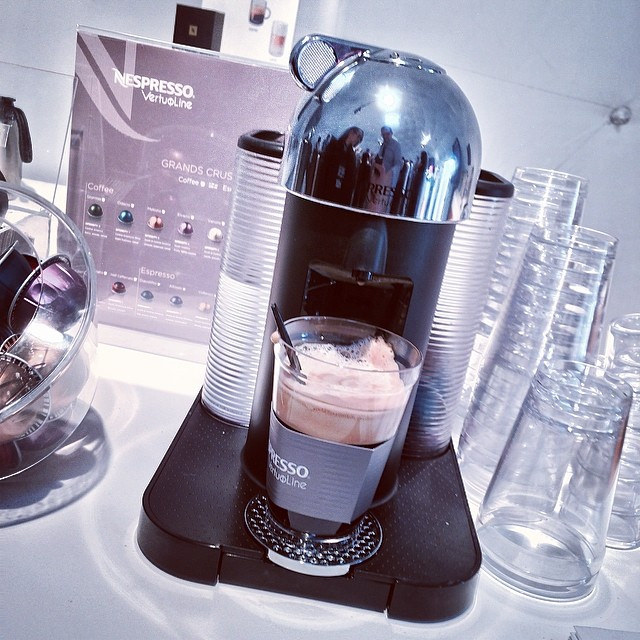
Uma máquina e cápsulas VertuoLine

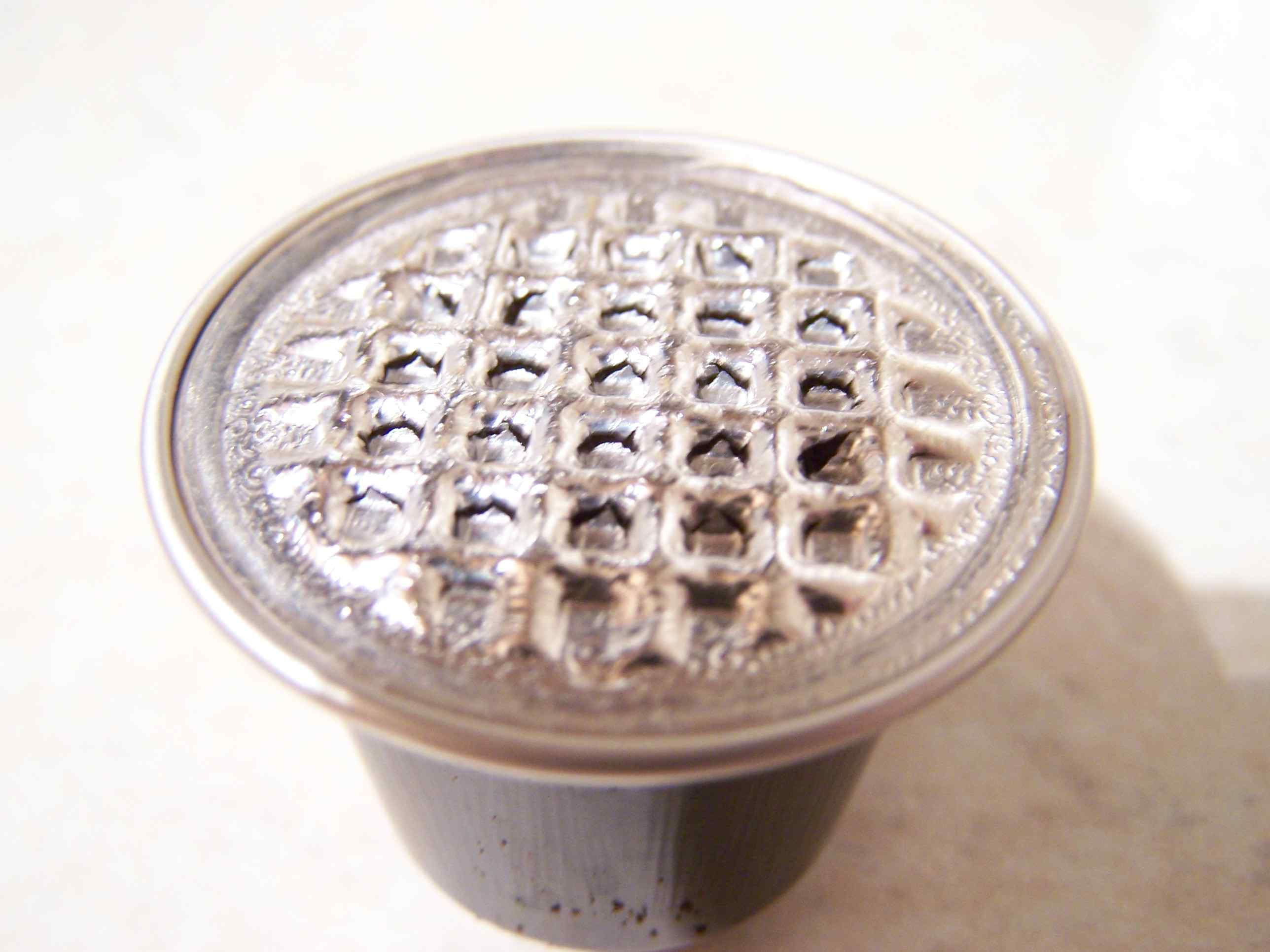
A parte inferior de uma cápsula Nespresso usada, mostrando a ruptura da película de onde o café preparado escoa. Estas rupturas são criadas quando a cápsula é introduzida no cabeçote estendido da máquina. O cabeçote, em seguida, é recolhido imediatamente antes do uso, com pequenos espinhos no porta-cápsula dentro de perfurando a tampa de alumínio das cápsulas

Nespresso é uma marca da Nestlé Nespresso S. A., uma unidade operacional do Grupo Nestlé, com sede em Vevey, Suíça. As máquinas da Nespresso preparam café espresso em cápsulas de café, ou pods em máquinas de bar, um tipo de recipiente de uso único contendo grãos de café moídos pré-porcionados com adição de aromas. A empresa vende o seu sistema de máquinas e cápsulas de café de todo o mundo, bem como o sistema VertuoLine, disponível na América do Norte e Europa.

## História
Na década de 1970, dois engenheiros da Nestlé foram a uma cafeteria na Itália e pediram um café espresso. Após várias tentativas, o barista, profissional que prepara a bebida, entregou um café (somente aquele que estava perfeito). Surgiu então, a ideia de criar um sistema que preparasse um café, sem desperdício, de maneira simples e prática, sendo acessível inclusive para consumidores.
Eles voltaram para o Centro de Pesquisas da Nestlé na cidade de Orbe, e lá iniciaram o desenvolvimento que seria lançado como Nespresso alguns anos depois. Eric Favre, um funcionário da Nestlé, apresentou o sistema para o mercado empresarial, na Suíça, inicialmente sem sucesso significativo. Uma década mais tarde, em parte devido aos esforços de Jean-Paul Gaillard, que iniciou a comunidade "Le Club", o produto tornou-se mais bem sucedido. Em 1990, a Nestlé assinou um contrato com Turmix, que começou a vender máquinas de café Nespresso na Suíça. Depois disso, outros contratos foram assinados com a Krups, Magimix, Alessi, Philips, Siemens e De'Longhi, empresas de produção de máquinas com tecnologia agregada.
O primeiro pedido de patente da Nespresso para o processo de produção de café expresso em cápsula foi apresentado em 1996.

## Máquinas
Nespresso vende uma série de máquinas diferentes. As máquinas carregam marcas de nomes conhecidos de fabricantes de equipamentos de cozinha, tais como Krups, Magimix, Miele, Siemens, e DeLonghi, mas são na sua maioria fabricadas pela Eugster/Frismag, uma empresa suíça que é uma das maiores produtores de cafeteiras do mundo. Apesar de baseada em Amriswil, Suíça, a Eugster/Frismag possui filiais de fabricação na China sob as marcas Krups, Turmix, DeLonghi e Magimix. A DeLonghi fabrica o modelo Lattissima. Eugster/Frismag é estritamente um fabricante de equipamento original (OEM) e não vende sob sua própria marca. Em 2000, a Nespresso começou a distribuir as máquinas portando a marca "Nespresso" .
Em agosto de 2011, a empresa Australiana Kogan anunciou o desenvolvimento de "Ez-press", uma máquina de café compatíveis com  os pods Nespresso .
Todas as máquinas Nespresso produzem o mesmo café, sendo a diferença entre elas apenas estética e de funcionalidades adicionais.

## Cápsulas
As cápsulas Nespresso são vendidas exclusivamente pela Nespresso. O custo por porção é até três vezes maior do que dos métodos de preparo alternativos. Devido à cápsula ser hermeticamente selada, no entanto, o aroma do café não se degrada com o tempo, como o café em um pacote que foi aberto. Nespresso vende 29 cápsulas diferentes de café gourmets, blends de arábicas e robustas de diferentes regiões do mundo. Além da linha permanente, são lançadas as edições limitadas várias vezes ao ano, com diferentes histórias, regiões e sabores.
Cada cápsula contém 5-6 gramas de pó de café e faz uma xícara de café. Dependendo da duração do derrame, a cápsula pode produzir uma dose de 40 ml de café expresso, ou uma de 110 ml lungo (longa). O corpo  da cápsula e parte superior perfurada são feitos de alumínio e são 100% recicláveis. Em resposta às preocupações sobre os efeitos potenciais do alumínio à saúde, a parte do interior da cápsula é revestido com uma película de padrão alimentício.
Para o mercado de negócios empresariais, um sistema diversificado de pods Nespresso é comercializada, chamada Nespresso Professional. Estas cápsulas em forma de almofada não são intercambiáveis com as cápsulas para o consumidor em geral, e são adequadas para locais com grande volume de consumo.
A empresa australiana PodCafe lançou uma cápsula reutilizável universal em 2012 que se encaixa na maioria das máquinas compatíveis  Nespresso, e também permite que os usuários preparem chá e chocolate quente.
A empresa holandesa Douwe Egberts lançou uma cápsula de café compatível com as máquinas Nespresso na Europa e nos Estados Unidos. Ao contrário da cápsula Nespresso, a L'OR EspressO é feita de plástico e é pré-perfurada, e, para preservar a frescura apesar disso, vem embalada individualmente em um saco hermético.

## Processo
As cápsulas hermeticamente seladas são feitas de folha de alumínio. Dependendo de qual máquina de café Nespresso está sendo usada, o plano superior da cápsula é perfurado quando inserido na máquina e a alavanca  do compartimento é baixada. Algumas máquinas fazem um único grande buraco e outras fazem uma série de orifícios menores. Quando a máquina é ativada, água quente sob alta pressão é bombeada nos buracos perfurados na parte mais estreita da cápsula após a inserção. Isso faz com que o fundo plano da cápsula se curve, já que este é feito de folha mais fina do que o resto da cápsula. A base do porta-cápsula (em que a cápsula fica) tem um número de quadrados em relevo, que fazem a folha romper-se nesses pontos. O café preparado sai da cápsula através destes furos e flui através de um funil de bico para a chávena de café. Como em panelas de pressão, uma válvula de segurança de alívio de pressão dentro da câmara de preparo evita que uma explosão ocorra se o caminho de escape do café for bloqueado.

## Mercado
Porções embaladas de café espresso como os da Nespresso tornaram-se um dos segmentos de mais rápido crescimento do mercado de café, respondendo por 20% a 40% do valor das vendas de café moído no mercado de café europeu, o que totaliza 17 bilhões (mil milhões) de dólares. Em agosto de 2010, foi relatado que as vendas de Nespresso  têm crescido a uma média de 30% ao ano nos últimos 10 anos e mais de 20 bilhões (mil milhões de cápsulas) foram vendidos desde 2000 no atual preço de venda equivalente a cerca de USD 0,43 a USD 0,62 por cápsula.
A Nespresso relatou vendas anuais de 3 bilhões de francos suíços em 2011, um crescimento de 20% durante o ano fiscal.

## Impacto ecológico
A menos que a cápsula seja reciclada, cada xícara de café Nespresso produz resíduos de alumínio, o principal material da cápsula. Há 1g de alumínio em uma cápsula (incluindo a tampa), em comparação com cerca de 13g de uma lata de refrigerante. A reciclagem do alumínio utiliza até 5% da energia necessária para produzir alumínio a partir do minério.
A Nespresso recicla cápsulas desde 1991, pois a escolha do material de embalagem já foi pensado desde o início para que isso ocorra. À medida que cresce e abre novos mercados, a empresa busca entender como é a estrutura de reciclagem no país e se consegue incluir suas cápsulas nesse processo. De fato, a maioria das estruturas de reciclagem existentes, incluindo a logística reversa, é feita pela própria Nespresso em cada um dos países onde opera.
A reciclagem de cápsulas é um indicador que tem crescido a cada ano. Mundialmente, em 2019, foi relatado que 30% das cápsulas foram recicladas. A empresa lançou um programa chamado "Écolaboration" em 2009, buscando acelerar as práticas em sustentabilidade. O programa estabeleceu metas "mapa do caminho" em torno de reciclagem e sustentabilidade - o programa de cumprimento de metas, em 2014. Em 2017, um novo programa de sustentabilidade foi lançado: "The Positive Cup", com metas de atingir, em 2020, 100% de capacidade de reciclagem no mundo todo.
No Brasil, a Nespresso possui um Centro de Reciclagem, localizado na região metropolitana de São Paulo e onde qualquer consumidor ou curioso pode agendar uma visita. A empresa desenvolveu uma tecnologia própria de separação da borra de café do alumínio quando a cápsula é descartada e envia os resíduos para empresas especializadas. A borra vira adubo e o alumínio volta para cadeia industrial. No site da empresa é possível fazer uma tour virtual e verificar o processo de triagem.
As cápsulas de café Nespresso Profissionais são feitas de uma mistura de plástico e alumínio, e também seguem para o processo de separação e destinação no Centro de Reciclagem.
As cápsulas recarregáveis dos rivais Nexpod e PodCafe são consideradas por alguns órgãos ambientais como sendo mais ecológicas. Isto levou o Fundo Mundial para a Natureza e outros órgãos ambientais estatais a declarar, que "a solução mais razoável é ainda a compra de café a granel".